# Alfred Gerin
Pour les articles homonymes, voir Gerin.
Alfred Gerin, né à Ampuis le 22 octobre 1924 et mort à Sainte-Colombe le 1er juin 2009, est un homme politique français.

## Biographie
Alfred Gérin naît le 22 octobre 1924 à Ampuis dans le département du Rhône. Après ses études primaires, ce fils de maraîcher s'installe sur l'exploitation familiale. Il y développe la viticulture et l'arboriculture avec succès. En 1961, il devient le directeur d'une importante société agricole vinicole et contribue au renouveau du côte-rôtie.

## Détail des fonctions et des mandats
Mandats locaux
- Maire d'Ampuis
- 1964 - 1970 : Conseiller général du canton de Condrieu
- 1970 - 1976 : Conseiller général du canton de Condrieu
- 1976 - 1982 : Conseiller général du canton de Condrieu
- 1982 - 1988 : Conseiller général du canton de Condrieu

Mandat parlementaire
- 25 septembre 1977 - 1er octobre 1986 : Sénateur du Rhône